# Scooby Doo: WrestleMania – Tajemnica ringu
Scooby Doo: WrestleMania – Tajemnica ringu (ang. Scooby Doo: WrestleMania Mystery) – 26. film animowany i 21. pełnometrażowy film z serii Scooby Doo z roku 2014. Następca filmu Scooby Doo: Upiór w operze.

## Wersja polska
Dystrybucja na terenie Polski: Galapagos Films

Wersja polska: Master Film

Reżyseria: Agata Gawrońska-Bauman

Dialogi: Karolina Anna Kowalska

Dźwięk: Mateusz Michniewicz

Montaż: Paweł Siwiec

Kierownictwo produkcji: Agnieszka Kołodziejczyk

Wystąpili:
- Ryszard Olesiński – Scooby Doo
- Jacek Bończyk – Kudłaty
- Agata Gawrońska-Bauman – Velma
- Beata Jankowska-Tzimas – Daphne
- Jacek Kopczyński – Fred
- Adam Biedrzycki – komentator
- Adam Krylik – John Cena
- Andrzej Blumenfeld – McMahon
- Krzysztof Banaszyk – Cookie
- Mikołaj Klimek – Kane
- Anna Gajewska – Richards
- Otar Saralidze – Ruben
- Joanna Szpak-Żbikowska
- Anna Wodzyńska
- Agata Skórska
- Paulina Raczyło
- Robert Jarociński
- Janusz Wituch
- Klaudiusz Kaufmann
- Tomasz Jarosz
- Piotr Tołoczko